# Vaires-sur-Marne
Vaires-sur-Marne (IPA: [vɛʁ syʁ maʁn]) ist eine französische Gemeinde mit 13.791 Einwohnern (Stand 1. Januar 2022) im Département Seine-et-Marne in der Region Île-de-France. Sie liegt im Osten des Großraums von Paris. Die Entfernung zur Stadtmitte von Paris beträgt etwa 22 Kilometer. Die Einwohner werden Vairois genannt.

## Geographie
Vaires-sur-Marne liegt am Fluss Marne. Durch das Stadtgebiet verläuft auch der Canal de Chelles mit einer größeren Schleusenanlage. Die Gemeinde wird umgeben von Brou-sur-Chantereine im Norden, Pomponne im Osten, Torcy im Süden, Noisiel im Südwesten und Chelles im Westen und Nordwesten.

## Geschichte
Erstmals urkundlich erwähnt wird der Ort 1389. Erst im 20. Jahrhundert stieg die Bevölkerungszahl der Gemeinde an (1921 wurden 1.284 Einwohner gezählt).
Bei den Olympischen Sommerspielen 2024 fanden im Stade nautique de Vaires-sur-Marne die Kanu- und Ruderwettbewerbe statt.

## Verkehr
Der Bahnhof Vaires-Torcy im Zentrum von Vaires-sur-Marne liegt an der Bahnstrecke Paris–Strasbourg und an der LGV Est européenne. Vaires war im 20. Jahrhundert ein wichtiger Eisenbahnknotenpunkt mit großen Rangierbahnhof und Bahnwerk. Die Bahnanlagen von Vaires wurden im Zweiten Weltkrieg schwer bombardiert.
Am nördlichen Rand der Gemeinde verläuft die frühere Route nationale 34.

## Trivia
International bekannt wurde Vaires durch den Kinofilm Der Zug, dessen Handlung zum Teil in dieser Stadt spielt; u. a. wird ein alliierter Bombenangriff auf die SNCF-Anlagen am Bahnhof Vaires dargestellt.

## Persönlichkeiten
- Georges Carpentier (1894–1975), Boxer
- Michel Modo (1937–2008), Schauspieler
- Daniel Salmon (1940–2017), Radrennfahrer
- Jean-Claude Petit (* 1943), Komponist
- Olivier Girault (* 1973), Handballspieler, Olympiasieger 2008